# مسابقة الأغنية الأوروبية 1967
كانت مسابقة الأغنية الأوروبية عام 1967 هي النسخة الثانية عشرة من مسابقة الأغنية الأوروبية السنوية . أقيمت في فيينا ، النمسا ، بعد فوز البلاد في مسابقة عام 1966 بأغنية " Merci، Chérie " لأودو يورجنز . نظمت من قبل اتحاد البث الأوروبي (EBU) والمذيع المضيف Österreichischer Rundfunk (ORF) ، أقيمت المسابقة في قصر هوفبورغ يوم السبت 8 أبريل 1967 ، لتصبح أول مسابقة تقام في شهر أبريل ، واستضافتها الممثلة النمساوية إيريكا فال.
شاركت 17 دولة في المسابقة ، أي أقل بدولة واحدة من الرقم القياسي الذي شارك فيه ثمانية عشر دولة شاركت في نسختي 1965 و 1966 . قررت الدنمارك عدم الدخول وغادرت المسابقة في هذه المرحلة ، ولن تعود حتى عام 1978 .
فازت المملكة المتحدة بالمسابقة لأول مرة بأغنية " Puppet on a String " ، التي كتبها ولحنها بيل مارتن وفيل كولتر ، وأداها ساندي شو . كان للدخول واحد من أكبر هوامش الفوز التي شهدتها المسابقة على الإطلاق ؛ حصدت أكثر من ضعف عدد النقاط التي حصلت عليها الأغنية التي احتلت المركز الثاني. كرهت شو التأليف بشدة، على الرغم من أن موقفها من الأغنية كان ضعيفًا إلى حد ما في السنوات اللاحقة ، حتى أنها أصدرت نسخة جديدة في عام 2007.
كانت هذه آخر مسابقة يتم نقلها بالأبيض والأسود فقط حيث سيبدأ نقلها بالألوان من إصدار عام 1968 فصاعدًا.